# اسکانیواس (نیویورک)
اسکانیواس (به انگلیسی: Schenevus) یک منطقهٔ مسکونی در ایالات متحده آمریکا است که در شهرستان آتسگو، نیویورک واقع شده‌است. اسکانیواس ۲٫۷ کیلومتر مربع مساحت و ۵۵۱ نفر جمعیت دارد و ۳۸۵٫۸۸ متر بالاتر از سطح دریا واقع شده‌است.